# Pepê (calciatore 1998)
Pepê, pseudonimo di João Pedro Vilardi Pinto (Rio de Janeiro, 6 gennaio 1998), è un calciatore brasiliano, centrocampista del Vitória.

## Caratteristiche tecniche
È un centrocampista offensivo.

## Carriera
Cresciuto nel settore giovanile del Flamengo, debutta in prima squadra il 18 gennaio 2018 nel corso dell'incontro del Campionato Carioca vinto 2-0 contro il Volta Redonda. Il 18 agosto seguente viene ceduto in prestito al Portimonense, che tuttavia lo schiera solo una volta nel corso della stagione; rientrato in Brasile, esordisce in Série A l'8 ottobre 2020 giocando il match vinto 3-0 contro lo Sport Recife.

## Statistiche
Statistiche aggiornate al 22 gennaio 2021.

### Presenze e reti nei club
| Stagione        | Squadra         | Campionato      | Campionato | Campionato | Coppe nazionali | Coppe nazionali | Coppe nazionali | Coppe continentali | Coppe continentali | Coppe continentali | Altre coppe | Altre coppe | Altre coppe | Totale | Totale | Totale |
| Stagione        | Squadra         | Comp            | Pres       | Reti       | Comp            | Pres            | Reti            | Comp               | Pres               | Reti               | Comp        | Pres        | Reti        | Pres   | Reti   |        |
| --------------- | --------------- | --------------- | ---------- | ---------- | --------------- | --------------- | --------------- | ------------------ | ------------------ | ------------------ | ----------- | ----------- | ----------- | ------ | ------ | ------ |
| 2018            | Flamengo        | A/RJ+A          | 3+0        | 0          | CB              | 0               | 0               |                    | -                  | -                  |             | -           | -           | 3      | 0      |        |
| 2018-2019       | Portimonense    | PL              | 1          | 0          | CP+CdL          | 0               | 0               |                    | -                  | -                  |             | -           | -           | 1      | 0      |        |
| 2019            | Flamengo        | A/RJ+A          | 0          | 0          | CB              | 0               | 0               |                    | -                  | -                  |             | -           | -           | 0      | 0      |        |
| 2020            | Flamengo        | A/RJ+A          | 4+5        | 0+1        | CB              | 1               | 0               |                    | -                  | -                  |             | -           | -           | 10     | 1      |        |
| Totale carriera | Totale carriera | Totale carriera | 13         | 2          |                 | 1               | 0               |                    | -                  | -                  |             | -           | -           | 14     | 2      |        |

## Palmarès

### Competizioni internazionali
- Coppa Libertadores: 1

Flamengo: 2019

### Competizioni nazionali
- Campionato brasiliano: 1

Flamengo: 2020
- Supercoppa del Brasile: 1

Flamengo: 2021

#### Competizioni statali
- Campionato Carioca: 2

Flamengo: 2020, 2021
- Campionato Mato-Grossense: 1

Cuiabá: 2022
- Campionato Gaucho: 2

Grêmio: 2023, 2024